# كريستين لاثام
كريستين لاثام (15 سبتمبر 1981 بكالغاري في كندا - ) هي لاعبة كرة قدم أمريكية في مركز الهجوم. شاركت مع منتخب كندا لكرة القدم للسيدات. أما مع النوادي، فقد لعبت مع بوسطن بريكرز وSan Diego Spirit ‏ وNew Jersey Wildcats ‏ وAtlanta Silverbacks Women ‏.

## وصلات خارجية
- كريستين لاثام على موقع الاتحاد الدولي (مؤرشف)  (الإنجليزية)
- كريستين لاثام على موقع قاعدة بيانات كرة القدم.إي يو (الإنجليزية)
- كريستين لاثام على موقع Soccerway.com (الإنجليزية)
- كريستين لاثام على موقع عالم كرة القدم.نت (الإنجليزية)